# America Must Be Destroyed
America Must Be Destroyed è il terzo album in studio del gruppo rock-satirico statunitense GWAR, pubblicato nel 1992.

## Tracce
1. Ham on the Bone – 2:04 (Dave Brockie)
2. Crack in the Egg – 3:37 (Brockie/Dewey Rowell)
3. Gor-Gor – 4:21 (Brockie/Mike Bishop/Mike Derks)
4. Have You Seen Me? – 4:46 (Brockie/Bishop)
5. The Morality Squad (Vocals by Edna P. Granbo) – 3:37 (Hunter Jackson/Bishop)
6. America Must Be Destroyed (Instrumental with vocal samples) – 4:45 (Brockie/Dave Musel/Bishop/Derks)
7. Gilded Lily – 3:36 (Brockie/Bishop/Derks)
8. Poor Ole Tom – 5:07 (Brockie/Bishop)
9. Rock N Roll Never Felt So Good – 4:17 (Bishop)
10. Blimey – 3:12 (Brockie/Bishop/Derks)
11. The Road Behind (Vocals by Oderus Urungus and Beefcake the Mighty) – 5:30 (Brockie/Bishop)
12. Pussy Planet (Vocals by Beefcake the Mighty and Slymenstra Hymen) – 2:51 (Danielle Stampe/Bishop/Derks)